# Circle of Life
«Circle of Life» (с англ. — «Круг жизни») — песня из мультфильма 1994 года «Король Лев». Написанная Тимом Райсом на музыку Элтона Джона, песня была исполнена Кармен Туилли и Лебо М. в качестве вступительной песни к мультфильму. В одном из интервью Райс сказал, что он был поражен той скоростью, с которой Джон написал: «Я дал ему текст в начале сеанса около двух часов дня. К половине четвертого он закончил писать и записывать потрясающую демонстрацию». Элтон Джон спел поп-версию (с альтернативной лирикой) песни с London Community Gospel Choir, которая была включена в саундтрек мультфильма.
«Circle of Life» была номинирована на премию Оскар за лучшую оригинальную песню в 1994 году вместе с двумя другими песнями из Короля Льва: «Hakuna Matata» и «Can You Feel the Love Tonight». Песня также была номинирована на Грэмми в категории «Песня года». Песня достигла одиннадцатой позиции в британском чарте и восемнадцатой в США и часто показывается в аттракционах, основанных на Короле Льве, таких как тематические парки Диснея и парады.
Майкл Кроуфорд спел ее в попурри для альбома Disney в 2001 году.
Эта песня была представлена в ремейке «Короля Льва» в 2019 году, и использовалась в первом трейлере фильма, практически переделанном для начальной сцены ремейка оригинального анимационного фильма.Эту версию исполнила Линдив Мхизе,актриса,которая выступила в роли Рафики в мюзикле в Лондоне с 2005 по 2018 год.Тем не менее, новая версия также сохраняет оригинальный вокал на языке Зулу Лебо М из мультфильма 1994 года.

## Другие версии
Песня была перезаписана в 2003 году Disney Channel Circle of Stars, группой актёров и актрис, которые появились в телесериалах Disney Channel и оригинальных фильмах для альбома DisneyMania 2. Состав значительно изменился, когда их следующая перезапись «A Dream Is a Wish Your Heart Makes» была выпущена два года спустя.
В 2017 году американский бойбэнд 98 Degrees записал кавер-версию песни, чтобы помочь переизданию The Lion King на Blu-ray в составе Disney Signature Collection. Сингл был выпущен в цифровом формате 22 сентября 2017 года.
Песня была ремикширована Mat Zo, которая была выпущена в альбоме Dconstructed 22 апреля 2014 года.

## В популярной культуре
Из-за влияния фильма на популярную культуру, песня «Circle of Life» часто упоминается в других средствах массовой информации.
Начало Короля Льва было пародировано в эпизоде мультфильма «Озорные анимашки» 1990-х годов, в котором песня «Круг жизни» была пародирована на «Surprints in Life» с вокалом Джима Каммингса и Кри Саммер в качестве солиста.
Десятый Доктор подсознательно цитирует «Круг жизни» во время конфронтации с лидером Сикораксов в рождественском выпуске 2005 года из сериала «Доктор Кто», «Рождественское вторжение».
В одной из многочисленных собственных ссылок Диснея «Circle of Life» появился как ложное начало фильма «Цыплёнок Цыпа», когда Птах Кудах пытался начать фильм.

В фильме 1998 года «Приключения Флика» Хоппер объясняет колонии Флита, что его защита в обмен на еду — одна из тех сделок типа «Круга жизни».
В нашем жестоком мире все кого-то едят. Львы называют это «Великим Кругом Жизни». 
В Южном Парке была исполнила пародийная песня под названием «The Circle of Poo», которая показывает бесконечный круг пищи и испражнений в эпизоде «Очень дерьмовое Рождество».
В настоящее время это главная песня для Disney’s Animal Kingdom в Диснейуорлде. В тематическом парке Диснея «Epcot» был показан кинематографический фильм под названием «Circle of Life: An Environmental Fable» с 1995 по 2018 год, в котором Тимон, Пумба и Симба обсуждали экологические темы.
На обеде корреспондентов Белого дома в 2011 году президент Барак Обама в шутку заявил, что собирается показать свое длинное видео о рождении, подделывая ранее возникшую полемику о том, что он отказался показать свое полное свидетельство о рождении, чтобы доказать, что он действительно родился в Соединенных Штатах. Вступительное пение было исполнено из фильма, и Симба был замечен поднятым до небес. Это использовалось, чтобы подшутить над предполагаемым кенийским наследием Обамы.
Аутфилдер «Нью-Йорк Метс» Йонис Сеспедес начал использовать эту песню в качестве музыкального сопровождения во время сезона МЛБ 2016 года.
Аутфилдер из «Хьюстон Астрос» Михаэль Брэнтли начал использовать эту песню в качестве музыкального сопровождения после All Star Break в сезоне МЛБ 2019 года, дебютировав в этой многопользовательской игре в 10 высших лигах.
Японская группа Da Pump записала кавер-версию песни в 2003 году.
Он используется в пилоте сериала «Американская семейка», когда Митч и Кэм знакомят семью с Лили, а затем снова в сериале, чтобы представить близнецов Хейли и Дилана.
28 мая 2017 года эта песня использовалась на Олимпийском стадионе во время прощания Франческо Тотти после победного поединка «Рома» против «Дженоа» 3-2.
Начало фильма было пародировано во время кошмарного сна Робина в фильме «Юные титаны, вперёд!».

## Чарты
| Чарт (1994—1995)                    | Высшая позиция |
| ----------------------------------- | -------------- |
| Австралия (ARIA)                    | 60             |
| Австрия (Ö3 Austria Top 40)         | 30             |
| Бельгия/Фландрия (Ultratop 50)      | 5              |
| Канада (RPM Top Singles)            | 3              |
| Канада (RPM Adult Contemporary)     | 1              |
| Германия (GfK)                      | 10             |
| Исландия (Íslenski Listinn Topp 40) | 5              |
| Ирландия (IRMA)                     | 9              |
| Нидерланды (Dutch Top 40)           | 5              |
| Нидерланды (Single Top 100)         | 7              |
| Новая Зеландия (Recorded Music NZ)  | 13             |
| Шотландия (OCC Scotland)            | 7              |
| Швеция (Sverigetopplistan)          | 3              |
| Швейцария (Schweizer Hitparade)     | 2              |
| Великобритания (OCC UK Singles)     | 11             |
| США (Billboard Hot 100)             | 18             |
| США (Billboard Adult Contemporary)  | 2              |
| США (Billboard Pop Airplay)         | 26             |

| Чарт (1994)                     | Позиция |
| ------------------------------- | ------- |
| Canada Top Singles (RPM)        | 32      |
| Canada Adult Contemporary (RPM) | 20      |
| Sweden (Sverigetopplistan)      | 42      |

| Чарт (1995)                       | Позиция |
| --------------------------------- | ------- |
| Germany (Official German Charts)  | 79      |
| Sweden (Sverigetopplistan)        | 64      |
| Switzerland (Schweizer Hitparade) | 48      |

## Сертификации
| Регион                                                                      | Сертификация | Продажи |
| --------------------------------------------------------------------------- | ------------ | ------- |
| Великобритания (BPI) · Elton John version                                   | Серебряный   | 200 000 |
| Великобритания (BPI) · Carmen Twillie version                               | Золотой      | 400 000 |
| США (RIAA) · Elton John version                                             | Золотой      | 500 000 |
| США (RIAA) · Carmen Twillie version                                         | Золотой      | 500 000 |
| Данные о продажах + прослушиваниях приведены только на основе сертификации. |              |         |